# Kirovskaja (metrostation Nizjni Novgorod)
Kirovskaja (Russisch: Кировская) is een station van de metro van Nizjni Novgorod. Het station maakt deel uit van Avtozavodskaja-lijn en werd geopend op 15 november 1989. Het metrostation bevindt zich onder de Leninski Prospekt (Leninlaan) in het zuiden van Nizjni Novgorod, nabij de autofabriek GAZ.
Het station is ondiep gelegen en beschikt over een perronhal met zuilengalerijen. De wanden langs de sporen zijn bekleed met grijs marmer. Uitgangen leiden naar beide zijden van de Leninski Prospekt.